# روبرت ليفاندوفسكي
روبرت ليفاندوفسكي (بالبولندية: Robert Lewandowski؛ 
تُلفظ بالبولندية: [ˈrɔbɛrt lɛvanˈdɔfskʲi] ) (مواليد 21 أغسطس 1988)، لاعب كرة قدم بولندي يلعب في مركز الهجوم مع نادي برشلونة الإسباني، وهو قائد ‌منتخب بولندا. يُشتهر بتمركزه، وبراعته الفنية، وحسن الإنهاء، ويُعتبر أحد أفضل المهاجمين في التاريخ، فضلاً عن كونه أحد أكثر اللاعبين نجاحًا في تاريخ الدوري الألماني. سجل أكثر من 600 هدف رسمي مع الأندية والمنتخب.
بعد أن كان هداف الدرجة الثالثة، والثانية البولندي مع زنيتشج بروشكوف، انتقل إلى فريق الدوري البولندي الممتاز لخ بوزنان، وكان هداف في الدوري كما فازوا به في موسم 2009–10. في عام 2010، انتقل إلى بوروسيا دورتموند بمبلغ 4.5 مليون يورو، حيث فاز الدوري الألماني مرتين على التوالي، وحصل على لقب الهداف في أحد المواسم. في عام 2013، تأهل دورتموند إلى نهائي دوري أبطال أوروبا، حيث كان ثاني أفضل هداف في تلك البطولة، خلف كريستيانو رونالدو فقط. قبل بداية موسم 2014–15، وافق ليفاندوفسكي على الانضمام إلى منافس دورتموند المحلي، بايرن ميونخ، في صفقة انتقال مجانية. مع البايرن، فاز بلقب الدوري الألماني في كل من مواسمه الثمانية. كان ليفاندوفسكي جزءًا لا يتجزأ من فوز بايرن بدوري أبطال أوروبا في موسم 2019–20 كجزء من الثلاثية. هو واحد من لاعبين اثنين فقط، جنبًا إلى جنب مع يوهان كرويف، حققا الثلاثية الأوروبية، بينما كان أفضل هداف في جميع المسابقات الثلاث. ثم انتقل الى برشلونة الإسباني، فاز معه بلقبين الدوري و السوبر، و حقق لقب هداف الدوري.
مثّل منتخب بلاده بولندا منذ عام 2008، وخاض أكثر من 150 مباريات دولية وكان ضمن الفريق في بطولة أمم أوروبا 2012، بطولة أمم أوروبا 2016، كأس العالم 2018، وبطولة أمم أوروبا 2020, و كأس العالم 2022 وبطولة أمم أوروبا 2024. برصيد 84 هدفًا دوليًا يعد ليفاندوفسكي الهداف التاريخي لبولندا. فاز بجائزة أفضل هداف دولي في العالم لعام 2015، وجائزة أفضل هداف في العالم من الاتحاد الدولي لتاريخ وإحصاءات كرة القدم في عام 2020. حقق كذلك جائزة الحذاء الذهبي الأوروبي لموسم 2020–21، و 2021-2022، وقد تم اختياره كأفضل لاعب بولندي للعام عشر مرات (رقم قياسي)، والشخصية الرياضية البولندية للسنة مرتين.
في عام 2020، فاز ليفاندوفسكي بجائزة الفيفا لأفضل لاعب في العالم وجائزة أفضل لاعب في أوروبا. تم اختياره في فريق اليويفا للعام مرتين وتشكيلة الموسم في دوري أبطال أوروبا ثلاث مرات، وهو ثالث أفضل هداف في تاريخ المسابقة. و سنة 2021 فاز بجائزة الفيفا لأفضل لاعب في العالم، حصل ليفاندوفسكي على لقب لاعب الموسم في الدوري الألماني برقم قياسي وهو ستة مرات. لقد سجل أكثر من 290 هدفًا في الدوري الألماني، وهو أفضل هداف أجنبي في تاريخ الدوري. علاوة على ذلك، فقد فاز بجائزة أفضل هداف في الدوري الألماني في سبعة مواسم، أبرزها موسم 2020–21 حين سجل 41 هدفًا في موسم واحد، ليحطم رقم جيرد مولر القياسي السابق بـ 40 هدف في موسم 1971–72. دخل ليفاندوفسكي موسوعة غينيس للأرقام القياسية بأربع أرقام قياسية عند تسجيله أسرع خمسة أهداف في أي دوري كرة قدم أوروبي كبير منذ بدء تسجيل الأرقام القياسية، بعد تسجيله خمس أهداف في تسع دقائق ضد فولفسبورغ في عام 2015.

## مسيرته الكروية

### بدايته المبكرة
ولد ليفاندوفسكي في وارسو ونشأ في ليسزنو، مقاطعة وارسو الغربية. اتخذ خطواته الأولى في كرة القدم كلاعب غير مسجل في النادي المحلي، نادي بارتيزانت ليسزنو. في عام 1997، انضم إلى إم كيه إس فارسوفيا وارسو، حيث لعب في سن المراهقة لمدة سبع سنوات. في العام التالي انتقل إلى دلتا وارسو، حيث تمكن أخيرًا من اللعب في الفريق الأول، وسجل أربعة أهداف.
في 2006–07، كان ليفاندوفسكي أفضل هداف في دوري الدرجة الثالثة البولندي برصيد 15 هدفًا، مما ساعد زنيتشج بروشكوف في الفوز بالصعود. في الموسم التالي كان هداف دوري الدرجة الثانية البولندي برصيد 21 هدفًا.

### لخ بوزنان

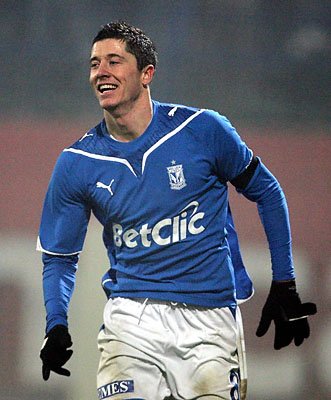
ليفاندوفسكي، الذي كان يلعب مع لخ بوزنان، كان هدف الدوري البولندي الممتاز 2009–10 برصيد 18 هدفًا

انتقل عام 2008 الي نادي الدوري البولندي الممتاز ليخ بوزنان بمبلغ 1.5 مليون زلوتي بولندي. في وقت سابق من ذلك الشهر، عرضه وكيل ليفاندوفسكي سيزاري كوتشارسكي على فريقه السابق سبورتينغ خيخون، والذي تم ترقيته إلى الدوري الإسباني بعد عشر سنوات في الدرجة الثانية. ومع ذلك، رفضه سبورتينغ.
شارك لأول مرة مع ليخ في يوليو 2008 كبديل في الدور الأول من تصفيات كأس الاتحاد الأوروبي أمام خزر لنكران من أذربيجان. في تلك المباراة، سجل الهدف الوحيد في المباراة. خلال أول مشاركة له مع الدوري البولندي الممتاز في المباراة الأولى من الموسم في مباراة ضد جي كيه اس بيلتشاتو، سجل الهدف الافتتاحي بعد أربع دقائق فقط من دخوله المباراة في نهاية الشوط الثاني. في موسمه الأول في دوري الدرجة الأولى البولندي، احتل المركز الثاني في قائمة الهدافين. أنهى الموسم بـ18 هدف في 42 مباراة. في الموسم التالي، أصبح الهداف برصيد 18 هدفًا وساعد فريقه على الفوز ببطولة الدوري 2009–10.
ذكر المدرب الإنجليزي، سام ألاردايس، أن ليفاندوفسكي كان على وشك الانضمام إلى بلاكبيرن روفرز في عام 2010، لكن سُحب الرماد البركاني الناجمة عن ثوران إيافيالايوكل والذي أوقف جميع الرحلات الجوية داخل وخارج المملكة المتحدة، بالإضافة إلى مخاوف مالية أخرى، منعت الانتقال المحتمل.

### بوروسيا دورتموند

#### 2010–2012: الموسم الأول، وثنائية الدوري والكأس
بعد التكهنات الصحفية بأن ليفاندوفسكي قد ينتقل إلى واحد من عدد من الأندية، انضم إلى نادي بوروسيا دورتموند الألماني في يونيو 2010، ووقع عقدًا لمدة أربع سنوات مع النادي الألماني مقابل رسوم يُقال إنها تبلغ قيمتها حوالي 4.5 مليون يورو. في 19 سبتمبر، سجل هدفه الأول في الدوري الألماني ليجعل النتيجة 3–0 في ديربي الرور ضد شالكه؛ انتهت المباراة بنتيجة 3–1.
في موسم 2011–12، استفاد ليفاندوفسكي من إصابة لوكاس باريوس وتم ترقيته ليصبح لاعب أساسي في التشكيلة الأساسية حتى عطلة الشتاء. رد المهاجم بتسجيل هدفين في فوز دورتموند 3–0 في الجولة الأولى من كأس ألمانيا على ياغوستيرا. افتتح ليفاندوفسكي سجله التهديفي في الدوري بفوزه 2–0 على نورنبرغ في 20 أغسطس 2011 من خلال صناعته عرضية لماريو غوتزه. في 1 أكتوبر، قدم ليفاندوفسكي تمريرة حاسمة وأحرز ثلاثية في فوز النادي 4–0 على أوجسبورج، بعد خسارة مخيبة للآمال 3–0 أمام أولمبيك مرسيليا في دور المجموعات بدوري أبطال أوروبا. صعد دورتموند إلى المركز الثاني في الدوري الألماني بفوز مريح 5–0 على كولن بسبب أدائه القوي، حصل على لقب أفضل لاعب في بولندا.
بعد العطلة الشتوية، في 22 يناير 2012، سحق دورتموند هامبورغ 5–1 ليتساوى في النقاط مع بايرن ميونخ المتصدر؛ سجل ليفاندوفسكي ثنائية وصنع هدف لياكوب بواشتشيكوفسكي. وسجل في الفوز 1–0 على ضيفه بايرن ميونخ في 11 أبريل. منحت النتيجة دورتموند فارق ست نقاط على منافسهم على اللقب مع بقاء أربع مباريات فقط. في 21 أبريل، قدم ليفاندوفسكي تمريرة حاسمة لهدف شينجي كاغاوا في الدقيقة 59 حيث فاز دورتموند 2–0 على بوروسيا مونشنغلادباخ ليحقق لقبه الثاني على التوالي. في المباراة النهائية للدوري الألماني من الموسم، سجل ليفاندوفسكي هدفين في الشوط الأول حيث فاز دورتموند على فرايبورغ 4–0 واحتفل برفع اللقب.
أنهى ليفاندوفسكي الموسم كثالث أفضل هداف برصيد 22 هدفا، بدون أي هدف من من ركلات الجزاء، وقدم ستة تمريرات حاسمة.
في المباراة الأخيرة للموسم مع دورتموند، سجل هاتريك في نهائي كأس ألمانيا، بفوزه بنتيجة 5–2 على بايرن ميونخ، ليحقق النادي أول ثنائية دوري وكأس. أنهى ليفاندوفسكي كأفضل هداف في كأس ألمانيا، برصيد سبعة أهداف من ست مباريات.

#### 2012–2014: وصيف بطل دوري أبطال أوروبا وهدّاف الدوري

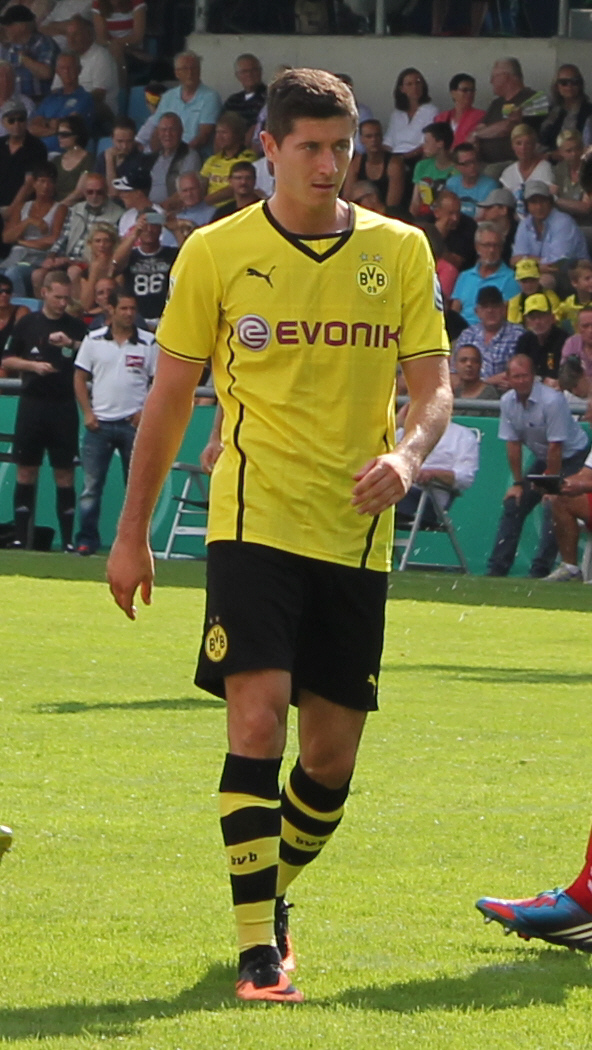
ليفاندوفسكي يلعب مع دورتموند في كأس ألمانيا ضد فيلهلمسهافن، أغسطس 2013

شارك ليفاندوفسكي لأول مرة في موسم الدوري الألماني بفوز دورتموند 2–1 على فيردر بريمن في اليوم الأول من الموسم. سجل هدفه الأول في الفوز 3–0 على باير ليفركوزن في 15 سبتمبر 2012، مددًا مسيرة دورتموند إلى 31 مباراة دون هزيمة ونقل النادي إلى المركز الثالث في الدوري الألماني. بعد ثلاثة أيام، في أول مباراة للنادي في دوري أبطال أوروبا هذا الموسم، سجل ليفاندوفسكي هدف الفوز في الدقيقة 87 في هزيمة أياكس بنتيجة 1–0. حقق رقمًا قياسيًا جديدًا للنادي في أطول سلسلة من تهديف، بعد أن سجل في 12 مباراة متتالية في الدوري، متجاوزًا الرقم القياسي الذي كان يحمله فريدهيلم كونيتزكا في موسم 1964–65. في 9 فبراير 2013، افتتح ليفاندوفسكي التسجيل في مباراة على أرضه أمام هامبورغ، ولكن تم طرده في الدقيقة 31 لتسبب في خطأ على بير سيليان شيلبريد وخسر دورتموند 1–4. أنهى الموسم برصيد 24 هدفًا في الدوري، بفارق هدف واحد عن هداف الدوري الألماني، شتيفان كيسلينغ لاعب باير ليفركوزن.
وفقًا لمدير بوروسيا دورتموند مايكل زورك، الذي تحدث في فبراير 2013، فإن ليفاندوفسكي لن يجدد عقده مع النادي، وسيغادر إما في صيف 2013 أو بعد موسم 2013–14.
في 24 أبريل 2013، أصبح ليفاندوفسكي أول لاعب يسجل أربعة أهداف في نصف نهائي دوري أبطال أوروبا حيث هزم بوروسيا دورتموند بطل إسبانيا ريال مدريد 4–1 في مباراة الذهاب على الملعب الفيستفالي في دورتموند. في 25 مايو، لعب في نهائي دوري أبطال أوروبا 2013 حيث خسر بوروسيا 2–1 أمام بايرن ميونخ.
في 27 يوليو 2013، فاز ليفاندوفسكي بكأس السوبر الألماني مع دورتموند 4–2 ضد بايرن ميونخ. سجل هدفه الأول لهذا الموسم في فوز دورتموند 4–0 على آوغسبورغ في المباراة الافتتاحية للنادي في الدوري الألماني في 10 أغسطس. في 1 نوفمبر، سجل الهاتريك الوحيد له في هذا الموسم في الفوز 6–1 في الدوري الألماني ضد في شتوتغارت.
في 25 فبراير 2014، سجل ليفاندوفسكي ثنائية في ذهاب دور الـ16 لدوري أبطال أوروبا ضد زينيت سانت بطرسبرغ، ليصبح الهداف التاريخي لدورتموند في دوري أبطال أوروبا، متجاوزًا الرقم القياسي السابق الذي يحمله ستيفان تشابوسات الذي سجل 16 هدفًا. سجل هدفه رقم 100 للنادي في مباراته رقم 182، حيث تغلب دورتموند على فولفسبورغ في الدور نصف النهائي من كأس ألمانيا في 16 أبريل 2014، وكشف عن قميص يحمل الرقم 100 للاحتفال.
أنهى ليفاندوفسكي موسم 2013–14 كأفضل هداف في الدوري الألماني برصيد 20 هدفًا. كما سجل ستة أهداف في دوري أبطال أوروبا، حيث بلغ بوروسيا دور الثمانية. خلال مباراة الإياب من دور الـ16 بين بوروسيا دورتموند وزينيت، تلقى ليفاندوفسكي بطاقة صفراء ثانية نتج عنها إيقافه عن ذهاب ربع النهائي ضد ريال مدريد.
لعب ليفاندوفسكي مباراته الأخيرة مع دورتموند في نهائي كأس ألمانيا 2014 ضد بايرن ميونخ في 17 مايو. كان المدرب يورغن كلوب قد أعفاه من بعض التدريبات قبل المباراة النهائية بسبب مخاوف من الإصابة. على الرغم من أن ليفاندوفسكي لعب كل 120 دقيقة من النهائي، فقد خسر دورتموند 2–0. أنهى الموسم بـ 28 هدفًا في 48 مباراة.

### بايرن ميونخ

#### 2014–2017: النجاح الجماعي والفردي

##### موسم 2014–15

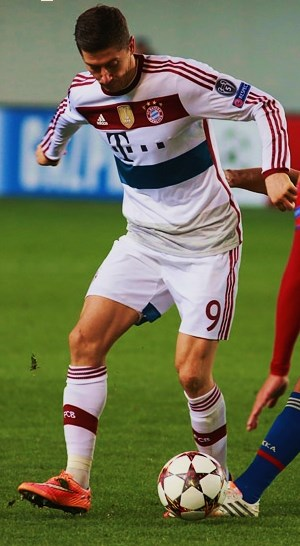
ليفاندوفسكي يلعب في دوري أبطال أوروبا ضد سيسكا موسكو، أكتوبر 2014

في نوفمبر 2013، أكد ليفاندوفسكي أنه سيوقع عقد مع بايرن ميونخ منافس بوروسيا دورتموند والذي حدث رسميًا في 3 يناير 2014؛ حيث وقع عقد لمدة خمس سنوات، وانضم إلى الفريق في بداية موسم 2014–15. تم تقديم ليفاندوفسكي رسميًا كلاعب لبايرن ميونخ في 9 يوليو 2014.
بدأ الموسم التحضيري في 9 يوليو 2014 وفي ذلك الوقت تم تقديمه. كان أول ظهور له قبل الموسم في 21 يوليو 2014، وسجل هدفًا في هذه المباراة. في 6 أغسطس، افتتح التسجيل حيث خاض بايرن مباراة ضد نجون الدوري الأمريكي 2014 في بورتلاند، أوريغون، وخسر في النهاية 1–2.
شارك في أول مباراة رسمية له مع ناديه الجديد في الخسارة 2–0 أمام بوروسيا دورتموند في كأس السوبر الألماني في 13 أغسطس 2014، وسجل هدفه الأول في التعادل 1–1 ضد شالكه في مباراة الدوري الثانية يوم 30 أغسطس. في 1 نوفمبر، في أول مباراة له في الدوري ضد دورتموند، سجل ليفاندوفسكي في الفوز 2–1 ليضع بايرن في صدارة الترتيب بفارق أربع نقاط بينما ترك ناديه السابق في مراكز الهبوط. في مباراته الثالثة هذا الموسم ضد دورتموند في 4 أبريل 2015، سجل ليفاندوفسكي في الدقيقة 36 في الفوز 1–0. كان قد سجل بعد أن «تصدى» رومان فايدنفيلر لتسديدة توماس مولر.
في 21 فبراير 2015، سجل ليفاندوفسكي هدفين في فوز بايرن 6–0 خارج ملعبه ضد بادربورن، وكان هدفه الثاني في المباراة هو العاشر له في موسم الدوري. سجل هدفين في الشوط الأول في 21 أبريل حيث قلب بايرن تأخره من مباراة الذهاب ليهزم بورتو 7–4 في مجموع المباراتين ويتقدم إلى الدور نصف النهائي من دوري أبطال أوروبا. بعد خمسة أيام، بعد خسارة فولفسبورغ أمام بوروسيا مونشنغلادباخ، ليتوج بايرن بلقب الدوري الألماني. في 28 أبريل، سجل مرة أخرى في نصف نهائي كأس ألمانيا ضد دورتموند، وافتتح التعادل 1–1 الذي انتهى بإقصاء بايرن من خلال ركلات الترجيح. مع 17 هدفًا في 31 مباراة، كان ليفاندوفسكي ثاني أفضل هدافي الدوري الألماني جنبًا إلى جنب مع زميله آريين روبن خلف ألكسندر ماير لاعب آينتراخت فرانكفورت. أنهى الموسم بـ25 هدفًا في 49 مباراة.

##### موسم 2015–16
بدأ موسم ليفاندوفسكي الثاني مع كأس السوبر الألماني في 1 أغسطس، حيث خسر بايرن بركلات الترجيح خارج أرضه أمام فولفسبورغ. كان قد تم استبداله في الدقيقة 72 كبديل عن رافينيا. بعد ثمانية أيام في الجولة الأولى من كأس ألمانيا، سجل الهدف الأخير في الفوز 3–1 ضد نادي أوباليغا بادن فورتمبيرغ. في 14 أغسطس، في المباراة الافتتاحية لموسم الدوري الألماني الجديد، سجل الهدف الثاني بفوزه 5–0 على هامبورغ.
في 22 سبتمبر 2015، حقق ليفاندوفسكي رقماً قياسياً في الدوري الألماني من خلال مشاركته كبديل مع بايرن حينما كان فريقه متأخراً 0–1 ضد فولفسبورغ وسجل خمسة أهداف في 8 دقائق و 59 ثانية، وهو الأسرع من أي لاعب في تاريخ الدوري الألماني، ليحقق الفوز 5–1 لفريقه. كما أنه سجل أرقامًا قياسية في الدوري الألماني لأسرع هاتريك (ثلاثة أهداف في أربع دقائق)، وأكثر لاعب بديل سجل أهداف (خمسة أهداف). أهداف ليفاندوفسكي الخمسة في تسع دقائق كانت أيضًا الأسرع في أي دوري كرة قدم أوروبي من الدرجة الأولى منذ أن بدأت أوبتا في حساب الأرقام القياسية، وأنهت مسيرة فولفسبورغ التي لم يهزم فيها 14 مباراة. حصل على أربع شهادات من موسوعة غينيس للأرقام القياسية لهذا الإنجاز الفذ.
بعد أربعة أيام، سجل هدفين في فوز 3–0 ضد ماينتس، وكان الهدف الأول هو هدفه رقم 100 في الدوري الألماني في مباراته رقم 168، وهو رقم قياسي في الدوري للاعب أجنبي. كما وصل إلى 10 أهداف في أول 7 مباريات بهذه الثنائية، وهو إنجاز لم يفعله من قبل إلا غيرد مولر. في 29 سبتمبر، سجل هاتريك في مباراة الفوز 5–0 في دوري أبطال أوروبا على دينامو زغرب. سجل هدفين في الفوز 5–1 على دورتموند بعد خمسة أيام، ليصبح مجموع أهدافه 12 هدف في آخر أربع مباريات. في 24 أكتوبر، سجل ليفاندوفسكي في الفوز 4–0 على أرضه ضد كولن، وهي النتيجة التي جعلت بايرن أول فريق في الدوري الألماني يفوز بجميع مبارياته الافتتاحية العشر لهذا الموسم. الفوز على كولن كان أيضا الفوز رقم 1000 لبايرن في الدوري الألماني. في 11 يناير 2016، حقق المركز الرابع في حفل توزيع جوائز كرة الفيفا الذهبية 2015.
في 19 مارس 2016، سجل ليفاندوفسكي الهدف الوحيد في الفوز 1–0 على كولن ليبلغ مجموع أهدافه في الدوري 25 هدف. هدفه ضد أتلتيكو مدريد في 3 مايو في إياب نصف نهائي دوري أبطال أوروبا جعله ينهي موسم دوري الأبطال بتسعة أهداف.
في 7 مايو 2016، سجل ليفاندوفسكي هدفي بايرن في الفوز 2–1 على إنغولشتات ليصبح النادي البافاري بطل ألمانيا للموسم الرابع على التوالي. بعد أسبوع، سجل هدفه الثلاثين هذا الموسم في آخر مباراة لبايرن في الدوري هذا الموسم على أرضه أمام هانوفر. هذا جعله أول لاعب أجنبي يسجل 30 هدفًا في الدوري الألماني، وهو أول لاعب منذ ديتر مولر في موسم 1976–77، يحصل على لقب الهداف للمرة الثانية في ثلاثة مواسم. أنهى الموسم برصيد 42 هدفًا في 51 مباراة.

##### موسم 2016–17
بدأ موسم 2016–17 بفوز بايرن ميونخ بكأس السوبر الألماني 2016 في 14 أغسطس 2016. في 19 أغسطس، في الجولة الأولى من كأس ألمانيا، فاز بايرن على كارل زايس يينا 5–0 بمساعدة هاتريك ليفاندوفسكي خلال الشوط الأول. كما صنع هدف أرتورو فيدال في الدقيقة الثانية والسبعين. افتتح ليفاندوفسكي موسم 2016–17 بالدوري الألماني بهاتريك في الفوز 6–0 على فيردر بريمن.
في 13 ديسمبر، وقع ليفاندوفسكي عقدًا جديدًا مع بايرن ميونخ، يبقيه مع النادي حتى عام 2021.
في 11 مارس 2017، وصل ليفاندوفسكي إلى 100 هدف مع بايرن في مباراته رقم 137 للنادي، وسجل هدفين في الفوز 3–0 على آينتراخت فرانكفورت في الدوري الألماني. أنهى الموسم برصيد 42 هدفًا في 47 مباراة.

#### 2017–الآن: أحذية ذهبية متتالية والفوز بالسداسية

##### موسم 2017–18

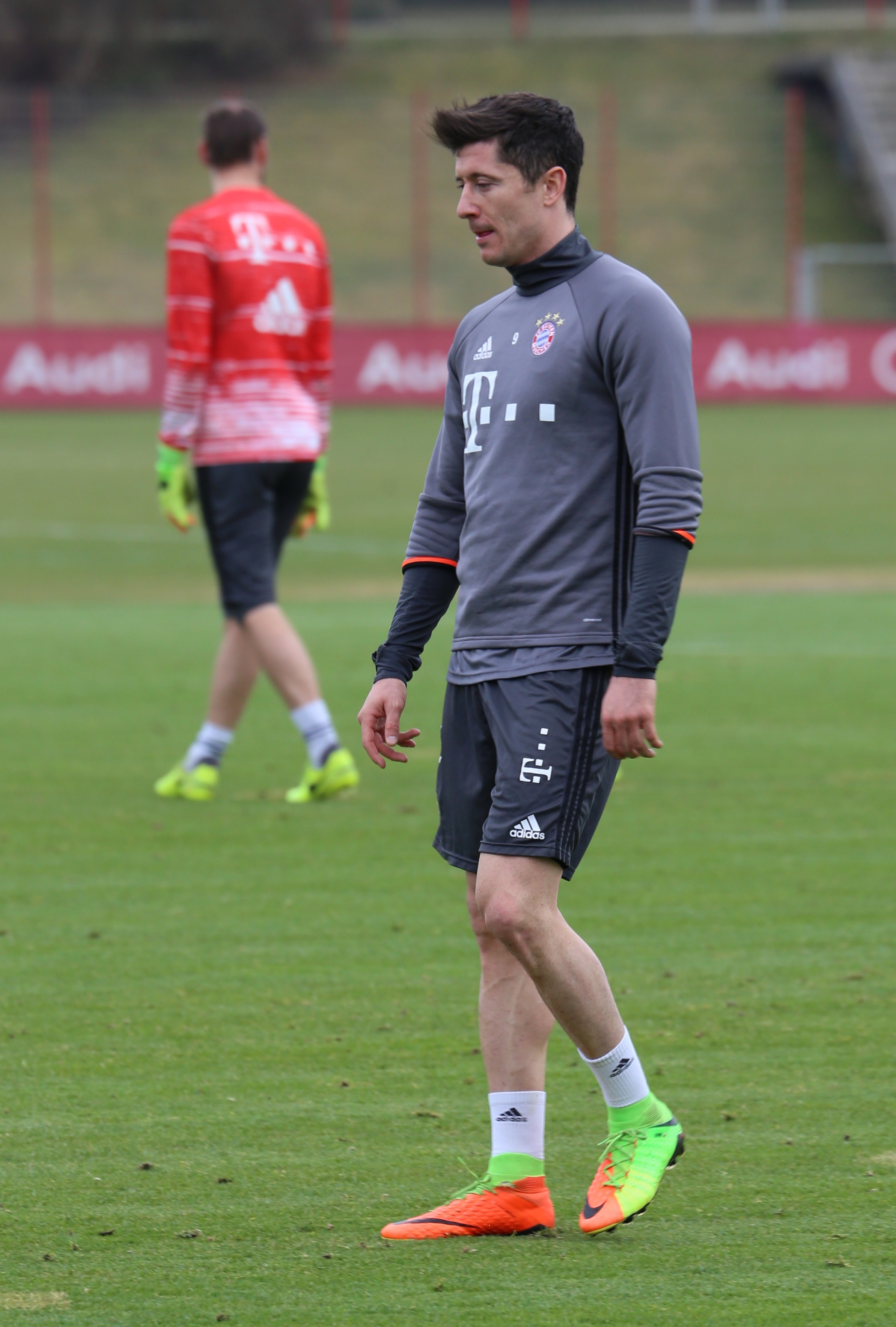
ليفاندوفسكي في التدريبات، مارس 2017

بدأ الموسم بفوز بايرن ميونخ بكأس السوبر الألماني 2017 ضد بوروسيا دورتموند. انتهت المباراة 2–2 بعد الوقت الإضافي. سجل ليفاندوفسكي مرة أخرى أول ركلة جزاء في ركلات الترجيح حيث فاز بايرن في النهاية بنتيجة 5–4 ليفوز بكأس السوبر.
بدأ ليفاندوفسكي من حيث غادر في الموسم الماضي، ومرة أخرى كان هداف الدوري في المراحل الأولى من الدوري الألماني. في 13 ديسمبر 2017، في مباراة الدوري ضد كولن، سجل الهدف الوحيد في المباراة ليصل إلى المراكز العشرة الأولى في ترتيب الهدافين التاريخيين للدوري الألماني. بعد شهرين، في الجولة 22، سجل ليفاندوفسكي مرة أخرى ضد شالكه على ملعب أليانز أرينا ليعادل الرقم القياسي المسجل في 11 مباراة متتالية على أرضه في موسم واحد، وهو رقم سجله أيضًا يوب هاينكس، مدرب بايرن. واصل تألقه التهديفي بتسجيله هاتريك في مرمى هامبورغ في حيث فاز المتصدرون 6–0، بينما أضاع ركلة جزاء كان يمكن أن يكون هدفه الرابع في هذه المباراة. كانت هذه ركلة الجزاء الأولى التي يضيعها بايرن في الدوري الألماني، ومع ذلك فقد سجل ركلة الجزاء الثانية ليكمل الهاتريك.
في 11 فبراير 2018، تم التصويت على ليفاندوفسكي ليكون أفضل لاعب كرة قدم في بولندا للمرة السابعة على التوالي. في 22 فبراير 2018، طرد ليفاندوفسكي وكيله منذ فترة طويلة، تشيزاري كوتشارسكي. وعين ليفاندوفسكي صانع الصفقات الشهير بيني زهافي كوكيل جديد له. يشاع أن التعاقد مع زهافي هو بداية ليفاندوفسكي يحاول إنهاء انتقاله الصيفي إلى ريال مدريد. في 24 فبراير 2018، لعب ليفاندوفسكي مباراته رقم 250 في الدوري الألماني ضد هيرتا برلين. في 19 مايو 2018، سجل ليفاندوفسكي هدف بايرن ميونخ الوحيد في الخسارة 3–1 في نهائي كأس ألمانيا ضد آينتراخت فرانكفورت.
أنهى ليفاندوفسكي الموسم كأفضل هداف في الدوري الألماني برصيد 29 هدفًا. كانت هذه هي المرة الثالثة التي يفوز فيها ليفاندوفسكي بجائزة هداف الدوري الألماني. أنهى الموسم برصيد 41 هدفًا في 48 مباراة بجميع المسابقات.

##### موسم 2018–19
في 1 أغسطس 2018، بعد صيف من إشاعات الانتقال، أكد كارل–هاينتس رومنيغه الرئيس التنفيذي لبايرن ميونخ في مقابلة أنه لن يُسمح لليفاندوفسكي بمغادرة بايرن ميونخ بأي ثمن. قال رومينيجه: «لا يزال بابنا مغلقًا، الجودة العالية التي لدينا في بايرن ميونخ ستبقى هنا. مع روبرت، نريد بوضوح إرسال إشارة إلى الأشخاص داخل وخارج النادي: بايرن ميونخ مختلف تمامًا عن الأندية الأخرى التي تصبح ضعيفة عندما تم ذكر مبالغ معينة». في 12 أغسطس 2018، سجل ليفاندوفسكي أول هاتريك له على الإطلاق في كأس السوبر الألماني ضد آينتراخت فرانكفورت، حيث واصل بايرن ميونخ الفوز باللقب للمرة السابعة وهو الرقم القياسي. كما أصبح الهداف التاريخي لكأس السوبر الألماني.
في 27 نوفمبر 2018، أصبح ليفاندوفسكي ثالث أسرع لاعب يسجل 50 هدفًا في دوري أبطال أوروبا عندما سجل هدفين في الفوز 5–1 على بنفيكا. استغرق ليفاندوفسكي 77 مباراة فقط في دوري أبطال أوروبا للوصول إلى هذا الرقم. أنهى ليفاندوفسكي كأفضل هداف في مرحلة المجموعات بدوري أبطال أوروبا برصيد ثمانية أهداف في ست مباريات. في 9 فبراير 2019، سجل ليفاندوفسكي هدفًا في الفوز 3–1 على شالكه، وبذلك أصبح أول لاعب يسجل 100 هدف رسمي على ملعب أليانز أرينا. كان هدفه أيضًا هدفه الـ119 في الدوري لصالح بايرن ميونخ والذي جعله يتساوى مع رولاند فولفارت باعتباره ثالث أفضل هداف في تاريخ النادي.

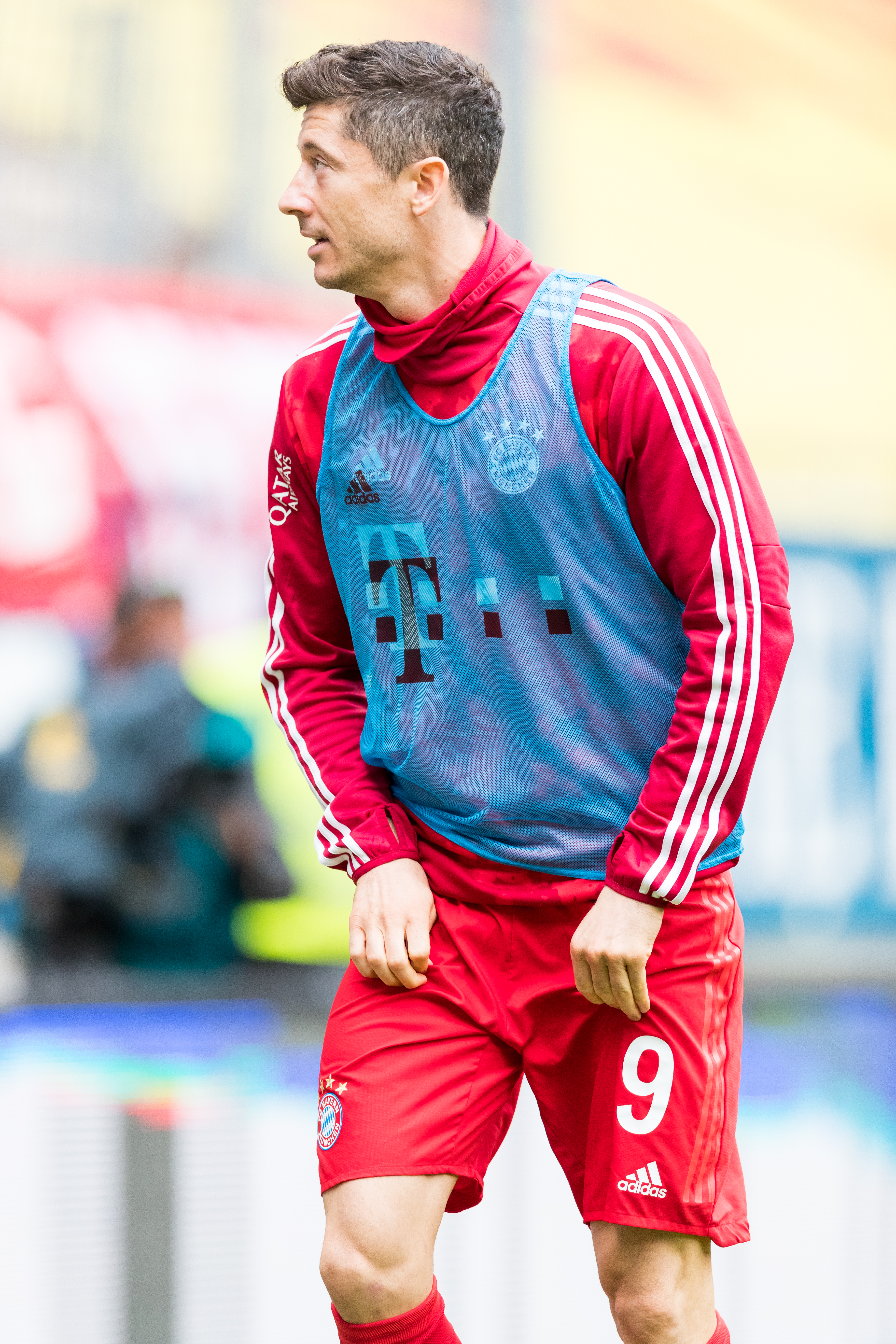
ليفاندوفسكي في عام 2019

تفوق على وولفارث في الشهر التالي بعد أن سجل هدفين في الفوز 5–1 على بوروسيا مونشنغلادباخ، مع هدفه الثاني أيضًا عادل الرقم القياسي لكلاوديو بيتزارو بـ 195 هدفًا في الدوري كأكثر عدد من الأهداف من قبل لاعب أجنبي. في مباراته التالية، حطم الرقم القياسي لبيتزارو بتسجيله هدفين في الفوز 6–0 على فولفسبورغ. في 6 أبريل 2019، في لقاء الدوري الألماني رقم 100 بين بايرن ميونخ ودورتموند، سجل ليفاندوفسكي هدفين في الفوز 5–0، بتسجيله لهدفه الأول ارتفع رصيده أهدافه في الدوري إلى 200 هدف.
أنهى ليفاندوفسكي الموسم كأفضل هداف في الدوري الألماني برصيد 22 هدفًا للمرة الرابعة. في 25 مايو 2019، سجل هدفين ليقود بايرن ميونخ للفوز على لايبزيغ 3–0 في نهائي كأس ألمانيا 2019. بفضل أهدافه، أصبح أفضل الهداف التاريخي في نهائيات كأس ألمانيا بستة أهداف، متجاوزًا غيرد مولر بخمسة أهداف. أنهى ليفاندوفسكي الموسم برصيد 40 هدفًا في 47 مباراة في جميع المسابقات، ووصل إلى 40 هدفًا للموسم الرابع على التوالي، وفاز أيضًا بثاني ثنائية محلية له مع بايرن ميونخ.

##### موسم 2019–20
في 12 أغسطس 2019، سجل ليفاندوفسكي هدفه الأول لهذا الموسم عندما تغلب بايرن على إنيرجي كوتبوس 3–1 في الجولة الأولى من كأس ألمانيا. في 16 أغسطس 2019، سجل ليفاندوفسكي هدفين في المباراة الافتتاحية للدوري الألماني 2019–20 ضد هرتا برلين. بأهدافه، حقق ليفاندوفسكي رقماً قياسياً في الدوري الألماني بتسجيله هدف واحد على الأقل في افتتاح الموسم للعام الخامس على التوالي. في 24 أغسطس 2019، سجل ليفاندوفسكي هاتريك ضد شالكه على ملعب فيلتينس أرينا حيث فاز بايرن 3–0. في 29 أغسطس 2019، مدد ليفاندوفسكي عقده مع بايرن ميونخ حتى عام 2023. في 18 سبتمبر 2019، سجل ليفاندوفسكي هدفه رقم 200 لبايرن في الفوز 3–0 على النادي الصربي النجم الأحمر بلغراد في دوري أبطال أوروبا. في وقت لاحق من ذلك الشهر، بعد أن سجل هدفه العاشر في الموسم خلال الفوز 3–2 على بادربورن، أصبح أول لاعب في تاريخ الدوري الألماني يسجل 10+ في أول ست جولات. ثم أصبح ليفاندوفسكي أول لاعب في تاريخ الدوري الألماني يسجل في كل مباراة من المباريات التسعة والعشر والإحدى عشرة الافتتاحية في الموسم، متجاوزًا الرقم القياسي البالغ ثماني مباريات الذي سجله بيير إيميريك أوباميانغ. في 26 نوفمبر 2019، سجل ليفاندوفسكي 4 أهداف في أقل من 15 دقيقة عندما فاز بايرن على النجم الأحمر بلغراد 6–0 في مباراة الإياب وحصل على المركز الأول في دور المجموعات من دوري أبطال أوروبا، مسجلاً رقماً قياسياً جديداً لأسرع لاعب يسجل 4 أهداف في دوري أبطال أوروبا. كما أصبح ثاني لاعب في التاريخ يسجل أربعة أهداف في أكثر من مباراة في دوري أبطال أوروبا.
في 25 فبراير 2020، عادل ليفاندوفسكي الرقم القياسي لكريستيانو رونالدو بتسجيل تسعة أهداف خارج أرضه في موسم واحد في دوري أبطال أوروبا. فعل ذلك بتسجيله هدفا ضد تشيلسي على ملعب ستامفورد بريدج. في 10 أغسطس 2020، سجل ليفاندوفسكي ثنائية وصنع هدف في الفوز 4–1 على تشيلسي. في 14 أغسطس، سجل هدفاً واحداً في فوز بايرن 8–2 على برشلونة في ربع النهائي. وبالتالي، فقد سجل 14 هدفًا في ثماني مباريات متتالية في دوري أبطال أوروبا. سجل ليفاندوفسكي هدفًا في المباراة التاسعة على التوالي في دوري أبطال أوروبا في فوز بايرن ميونخ في الدور قبل النهائي على ليون. انتهت سلسلته التهديفية الأوروبية عندما فشل في التسجيل في مباراة بايرن بنهائي دوري أبطال أوروبا ضد باريس سان جيرمان في 23 أغسطس. مع ذلك، هزم بايرن باريس سان جيرمان 1–0، وحقق ليفاندوفسكي أول لقب له في دوري أبطال أوروبا. كما أصبح ثاني لاعب على الإطلاق يفوز بالثلاثية الأوروبية، بينما هو الهداف في جميع المسابقات الثلاث، مكررًا الإنجاز الذي حققه يوهان كرويف مع أياكس في موسم 1971–72، ومع ذلك، كان ليفاندوفسكي أول من فعل ذلك باعتباره الهداف بشكل منفرد في جميع المسابقات الثلاث.

##### موسم 2020–21
في 4 أكتوبر 2020، سجل جميع الأهداف الأربعة في الفوز 4–3 على هرتا برلين. في 24 أكتوبر، سجل هاتريك في مباراة الفوز 5–0 على آينتراخت فرانكفورت، ليصبح أول لاعب في الدوري الألماني يسجل عشرة أهداف في خمس مباريات فقط. في 16 ديسمبر سجل هدفين ضد فولفسبورغ ليكون ثالث لاعب يتخطى 250 هدفًا في الدوري الألماني، بعد غيرد مولر وكلاوس فيشر.
بعد فوزه بالثلاثية مع بايرن ميونخ وأدائه في البطولات، حصل على جائزة الفيفا لأفضل لاعب لعام 2020 في 17 ديسمبر 2020 محطمًا احتكار كريستيانو رونالدو وليونيل ميسي للفوز بالجائزة وأصبح أيضًا أول لاعب بولندي يفوز بالجائزة.
في 17 يناير 2021، أصبح ليفاندوفسكي أول لاعب في تاريخ الدوري الألماني يسجل 21 هدفًا بعد 16 مباراة فقط، مُحطّمًا الرقم الذي سجله غيرد مولر (20 هدفًا) خلال موسم 1968–69. في 8 فبراير، سجل هدفين في الفوز 2–0 على الأهلي في نصف نهائي كأس العالم للأندية 2020. في 11 فبراير، فاز بكأس العالم للأندية 2020 مع بايرن ميونيخ بعد فوزه 1–0 على تيغريس أونال حيث أصبح بايرن ثاني فريق في التاريخ (بعد برشلونة) يفوز بالسداسية.
في 23 فبراير 2021، افتتح ليفاندوفسكي النتيجة بفوزه 4–1 على لاتسيو في ذهاب دور الـ16 من دوري أبطال أوروبا، ووصل إلى هدفه رقم 72 في دوري أبطال أوروبا وتجاوز راؤول باعتباره ثالث أفضل هداف في تاريخ المسابقة. في 6 مارس، سجل هاتريك في الفوز 4–2 على ناديه السابق بوروسيا دورتموند، ليبلغ هدفه رقم 31 في مباراته رقم 23. في 13 مارس، سجل هدفًا في الفوز 3–1 خارج الأرض على فيردر بريمن، ومن ثم أصبح في المركز الثاني في قائمة هدافي الدوري الألماني عبر التاريخ بجانب كلاوس فيشر برصيد 268 هدفًا. في 20 مارس، تفوق على كلاوس فيشر، حيث سجل هاتريك مثالي في الشوط الأول من الفوز 4–0 على شتوتغارت.
في 28 مارس، أصيب في ركبته اليمنى خلال مباراة في تصفيات كأس العالم 2022 ضد أندورا. وبالتالي، فقد غاب عن مباراتي ربع نهائي دوري أبطال أوروبا ضد باريس سان جيرمان، حيث خسر بايرن ميونخ بقانون أهداف خارج الديار بعد تعادله 3–3 في مجموع المباراتين. في 24 أبريل، عاد بعد ما يقرب من شهر من الغياب في الهزيمة 1–2 أمام ماينتس، حيث سجل في الوقت بدل الضائع. في 8 مايو، سجل هاتريك في الدوري الألماني في الفوز 6–0 على بوروسيا مونشنغلادباخ. في 22 مايو، حطم رقم غيرد مولر الذي سجل 40 هدفًا في موسم 1971–72 بهدفه في الدقيقة 90 من فوز بايرن 5–2 على آوغسبورغ ليبلغ هدفه رقم 41 في المباراة الأخيرة من الموسم. كما تمكن أيضًا من الفوز بأول حذاء ذهبي أوروبي له. أنهى ليفاندوفسكي الموسم بتسجيله 48 هدفًا في 40 مباراة بجميع المسابقات، ووصل إلى ما لا يقل عن 40 هدفًا للموسم السادس على التوالي.

##### موسم 2021–22
بدأ ليفاندوفسكي موسم 2021–22 في الدوري الألماني بهدف التعادل من تسديدة طائرة في المباراة الافتتاحية بالتعادل 1–1 ضد بوروسيا مونشنغلادباخ في 13 أغسطس، مما جعله أول لاعب يسجل في سبع مباريات متتالية في افتتاحية الدوري الألماني. كما أنه سجل ثنائية وسدد بكعب من توماس مولر في الفوز 3–1 خارج أرضه على دورتموند في كأس السوبر 2021 في 17 أغسطس. وسبقت المباراة دقيقة صمت لجيرد مولر الذي توفي قبل يومين. في 28 أغسطس، سجل هاتريك في الدوري الألماني في الفوز 5–0 على هرتا برلين، مسجلاً رقمًا قياسيًا جديدًا للنادي وألمانيا في عدد المباريات المتتالية التي يسجل فيها بجميع المسابقات بـ16 مباراة، متجاوزًا الرقم القياسي السابق البالغ 15 مباراة. من قبل جيرد مولر من 1969 إلى 1970. بالإضافة إلى ذلك، تمكن من الوصول إلى أكثر من 300 هدف مع بايرن ميونخ في جميع المسابقات.

## مسيرته الدولية
بدا اللعب مع منتخب بلاده في عام 2008، وقد خاض أكثر من 88 مباراة دولية، وكان مع منتخب بلاده في نهائيات بطولة أمم أوروبا 2012، مع 23 هدف مع المنتخب يحتل ليفاندوفسكي المرتية الثامنة ضمن قائمة أفضل الهدافين على مر الكرة البولنديه.
لعب ليفاندوفسكي ثلاث مباريات مع منتخب بولندا تحت 21 سنة، في مباريات ودية ضد إنجلترا وبيلاروسيا وفنلندا.

وجاء أول ظهور له مع المنتخب الأول في 10 سبتمبر 2008، بعد ثلاثة أسابيع من عيد ميلاده العشرين، ضد سان مارينو حيث جاء كبديل وسجل هدفا في المباراة التي أنتهت بفوز منتخبه بنتيجة 2–0 في تصفيات كأس العالم 2010. وسجل ليفاندوفسكي هدفا آخر في التصفيات ضد نفس المنتخب في 1 أبريل 2009، في المباراة التي أنتهت بفوز منتخبه بنتيجة 10–0.

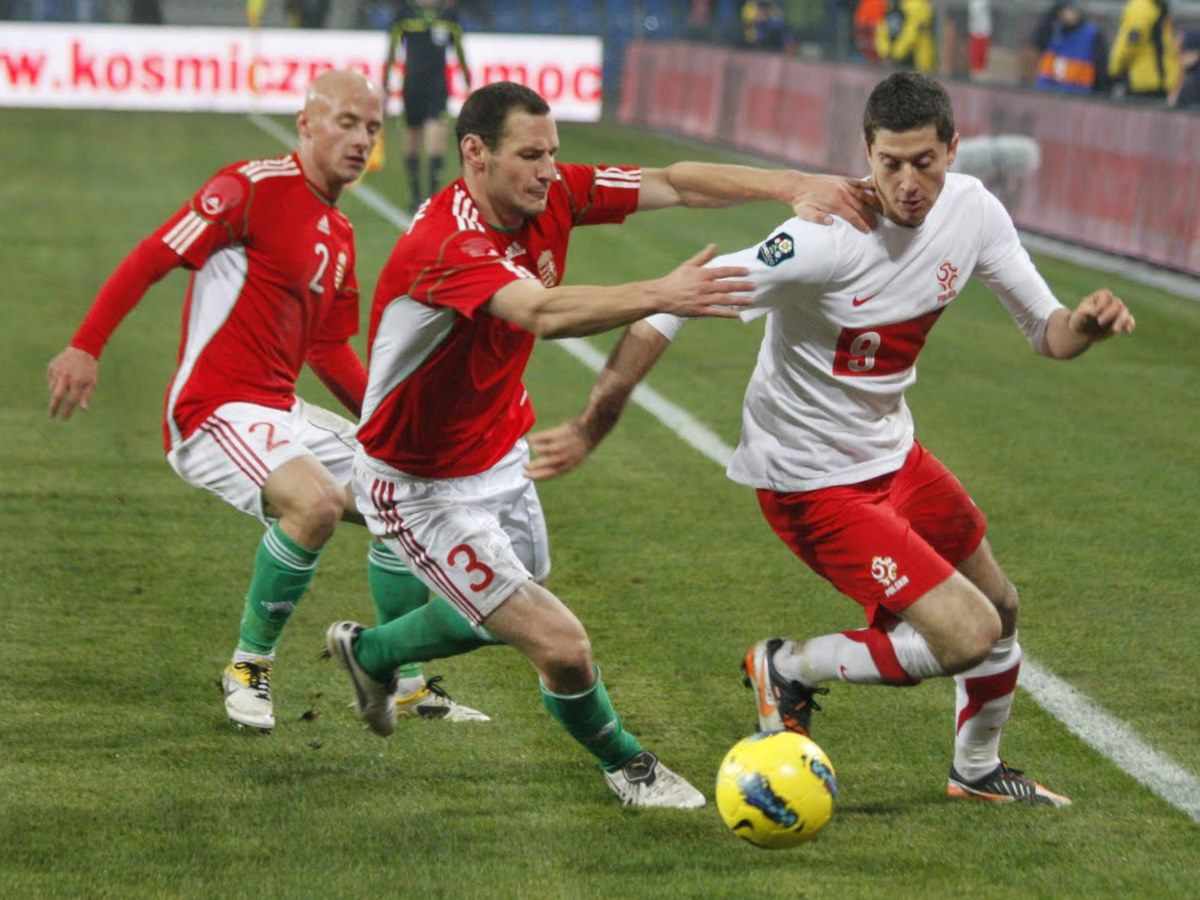
ليفاندوفسكي (يمين) يلعب مع بولندا ضد المجر في عام 2011

لعب ليفاندوفسكي في وارسو في المباراة الافتتاحية لبطولة أمم أوروبا 2012 ضد اليونان، وسجل أول هدف ليفاندوفسكي في المسابقة بعد مساعدة من زميله في دورتموند ياكوب بواشتشيكوفسكي وقد اختير كأفضل لاعب في المباراة. لعب في جميع المباريات الثلاث لبولندا في البطولة.
وسجل ليفاندوفسكي ضربتي جزاء في المباراة التي أنتهت بفوز منتخبه بنتيجة 5–0 ضد سان مارينو في 26 مارس 2013 خلال تصفيات كأس العالم 2014، وكانت أول مباراة له كقائد. في وقت لاحق من التصفيات، في 6 سبتمبر، سجل هدف التعادل ضد الجبل الأسود في المباراة التي أنتهت بالتعادل 1–1.

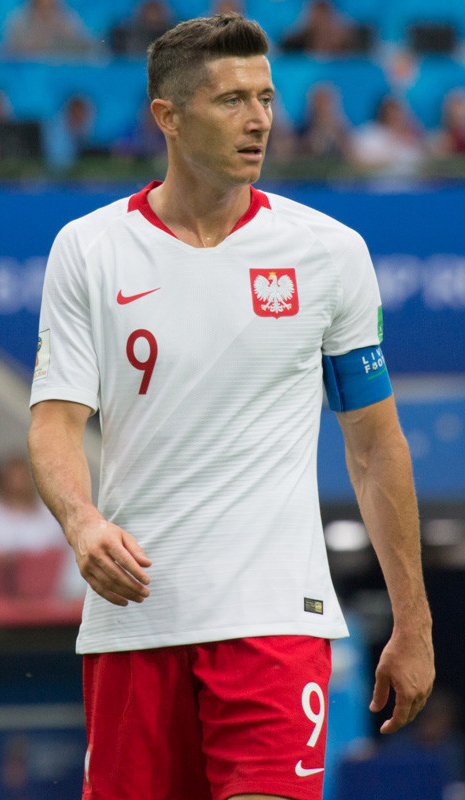
ليفاندوفسكي يلعب مع بولندا في كأس العالم 2018

في 7 سبتمبر 2014، في أول مباراة لبولندا في تصفيات بطولة أمم أوروبا 2016، ضد جبل طارق، سجل ليفاندوفسكي أول هدف دولي له، حيث سجل أربعة أهداف في المباراة التي أنتهت بفوز منتخبه بنتيجة 7–0. وفي 13 يونيو 2015، سجل هاتريك في غضون أربع دقائق ضد جورجيا. في 8 أكتوبر، سجل هدفين في مباراة التعادل 2–2 التعادل ضد اسكتلندا. وبعد ثلاثة فاز مع منتخبه على منتخب أيرلندا بنتيجة 2–1 لتتأهل بولندا لنهائيات البطولة في فرنسا. أنهى ليفاندوفسكي التصفيات بـ13 هدف.
في بطولة أمم أوروبا 2020 في فرنسا، لم يسدد ليفاندوفسكي على المرمى حتى مباراة دور الستة عشر ضد سويسرا في سانت إتيان. بعد التعادل 1–1، سجل أول ركلة ترجيح لفريقه في الفوز بركلات الترجيح التي أرسلتهم إلى ربع النهائي للمرة الأولى في تاريخ المنتخب. في الثانية 100 من ربع النهائي ضد البرتغال على ملعب فيلودروم، سجل من عرضية كاميل غروشيتسكي ليفتتح التسجيل في المباراة التي انتهت بالتعادل 1–1، وسجل مرة أخرى في ركلات الترجيح على الرغم من خسارة منتخبه. في وقت خروج بولندا، تلقى ليفاندوفسكي اللوم أكثر من أي لاعب آخر في البطولة.
في 5 أكتوبر 2017، سجل ليفاندوفسكي هاتريك في الفوز 6–1 على أرمينيا ليرفع رصيده إلى 50 هدفًا مع بولندا، متجاوزًا الرقم القياسي السابق البالغ 48 هدفًا الذي حققه فلودزيميرز لوبانسكي ليصبح هداف بولندا التاريخي. في 8 أكتوبر 2017، سجل ليفاندوفسكي هدفًا في مباراة الفوز 4–2 على الجبل الأسود ليرتفع رصيده إلى 51 هدفًا مع بولندا. أنهى تصفيات كأس العالم 2018 برصيد 16 هدفًا، وهو رقم قياسي في تصفيات كأس العالم الأوروبية.
تم ضم ليفاندوفسكي إلى منتخب بولندا المكون من 23 لاعب للمشاركة في كأس العالم 2018 في روسيا. لعب ليفاندوفسكي المباريات الثلاث كاملة ضد السنغال وكولومبيا واليابان. ولم يسجل ليفاندوفسكي أي هدف وخرجت بولندا من مرحلة المجموعات ولم تتأهل إلى مرحلة خروج المغلوب.

## خارج كرة القدم

لوحة حائط في خوجوف تظهر (من اليمين إلى اليسار) فلودزيميرز لوبانسكي، و جيرارد سيسليك، وروبرت ليفاندوفسكي.

### حياته الشخصية
أعطاه والد ليفاندوفسكي اسم روبرت ليسهل عليه الانتقال إلى الخارج كلاعب كرة قدم محترف. كان والد ليفاندوفسكي، كرزيستوف (توفي عام 2005)، [206] بطلًا بولنديًا في الجودو، ولعب أيضًا كرة القدم مع هوتنيك وارسو في الدرجة الثانية. والدته، إيونا، هي لاعبة كرة طائرة سابقة لنادي أي زد أس وارسو ثم لاحقًا نائبة رئيس بارتيزانت ليسزنو. شقيقته ميلينا تلعب أيضًا لاعبة كرة طائرة ومثلت المنتخب الوطني تحت 21 سنة.
فازت زوجته آنا ستاتشورسكا بالميدالية البرونزية في كأس العالم للكاراتيه لعام 2009. تزوجا في 22 يونيو 2013 في كنيسة البشارة للسيدة العذراء مريم في سيروك. ولديهما ابنتان: كلارا (مواليد 4 مايو 2017) ولورا (مواليد 6 مايو 2020).
ليفاندوفسكي كاثوليكي ممارس. التقى بالبابا فرنسيس في أكتوبر 2014، عندما زار بايرن ميونيخ مدينة الفاتيكان بعد فوزه 7–1 على روما في دوري أبطال أوروبا.
في أكتوبر 2017، بعد يوم من تسجيله هدفًا لمساعدة بولندا في التأهل لكأس العالم 2018، أنهى ليفاندوفسكي بكالوريوس التربية البدنية مع التدريب والإدارة في أكاديمية التربية الرياضية في وارسو، مختتمًا بذلك عقدًا من الدراسات.
بالإضافة إلى لغته الأم البولندية، يتحدث ليفاندوفسكي أيضًا الإنجليزية والألمانية.

### الرعاية والظهور الإعلامي
في عام 2013، وقع ليفاندوفسكي عقد رعاية مع شركة نايكي.
ظهر ليفاندوفسكي على غلاف النسخة البولندية من لعبة فيديو فيفا 15 من شركة إي أيه سبورتس، بجانب ليونيل ميسي. يظهر احتفال ليفاندوفسكي بتسجله للأهداف – الذراعان المتقاطعتان والسبابة مشيرة للأعلى – في فيفا 18.

## الإحصائيات

### النادي
آخر تحديث 25 مايو 2025.
| النادي           | الموسم   | الدوري                         | الدوري | الدوري  | الكأس الوطني | الكأس الوطني | أوروبا | أوروبا  | أخرى   | أخرى    | المجموع | المجموع |
| النادي           | الموسم   | الدرجة                         | الظهور | الأهداف | الظهور       | الأهداف      | الظهور | الأهداف | الظهور | الأهداف | الظهور  | الأهداف |
| ---------------- | -------- | ------------------------------ | ------ | ------- | ------------ | ------------ | ------ | ------- | ------ | ------- | ------- | ------- |
| دلتا وارسو       | 2004–05  | الدوري البولندي الدرجة الرابعة | 17     | 4       | 2            | 0            | —      | —       | —      | —       | 19      | 4       |
| ليغيا وارسو ب    | 2005–06  | الدوري البولندي الدرجة الثالثة | 12     | 2       | 1            | 2            | —      | —       | —      | —       | 13      | 4       |
| زنيتشج بروشكوف   | 2006–07  | الدوري البولندي الدرجة الثالثة | 27     | 15      | 5            | 2            | —      | —       | —      | —       | 32      | 17      |
| زنيتشج بروشكوف   | 2007–08  | الدوري البولندي الدرجة الثانية | 32     | 21      | 2            | 0            | —      | —       | —      | —       | 34      | 21      |
| زنيتشج بروشكوف   | المجموع  | المجموع                        | 59     | 36      | 7            | 2            | —      | —       | —      | —       | 66      | 38      |
| لخ بوزنان        | 2008–09  | الدوري البولندي                | 30     | 14      | 6            | 2            | 12     | 4       | —      | —       | 48      | 20      |
| لخ بوزنان        | 2009–10  | الدوري البولندي                | 28     | 18      | 1            | 0            | 4      | 2       | 1      | 1       | 34      | 21      |
| لخ بوزنان        | المجموع  | المجموع                        | 58     | 32      | 7            | 2            | 16     | 6       | 1      | 1       | 82      | 41      |
| بوروسيا دورتموند | 2010–11  | الدوري الألماني                | 33     | 8       | 2            | 0            | 8      | 1       | —      | —       | 43      | 9       |
| بوروسيا دورتموند | 2011–12  | الدوري الألماني                | 34     | 22      | 6            | 7            | 6      | 1       | 1      | 0       | 47      | 30      |
| بوروسيا دورتموند | 2012–13  | الدوري الألماني                | 31     | 24      | 4            | 1            | 13     | 10      | 1      | 1       | 49      | 36      |
| بوروسيا دورتموند | 2013–14  | الدوري الألماني                | 33     | 20      | 5            | 2            | 9      | 6       | 1      | 0       | 48      | 28      |
| بوروسيا دورتموند | المجموع  | المجموع                        | 131    | 74      | 17           | 10           | 36     | 18      | 3      | 1       | 187     | 103     |
| بايرن ميونخ      | 2014–15  | الدوري الألماني                | 31     | 17      | 5            | 2            | 12     | 6       | 1      | 0       | 49      | 25      |
| بايرن ميونخ      | 2015–16  | الدوري الألماني                | 32     | 30      | 6            | 3            | 12     | 9       | 1      | 0       | 51      | 42      |
| بايرن ميونخ      | 2016–17  | الدوري الألماني                | 33     | 30      | 4            | 5            | 9      | 8       | 1      | 0       | 47      | 43      |
| بايرن ميونخ      | 2017–18  | الدوري الألماني                | 30     | 29      | 6            | 6            | 11     | 5       | 1      | 1       | 48      | 41      |
| بايرن ميونخ      | 2018–19  | الدوري الألماني                | 33     | 22      | 5            | 7            | 8      | 8       | 1      | 3       | 47      | 40      |
| بايرن ميونخ      | 2019–20  | الدوري الألماني                | 31     | 34      | 5            | 6            | 10     | 15      | 1      | 0       | 47      | 55      |
| بايرن ميونخ      | 2020–21  | الدوري الألماني                | 29     | 41      | 1            | 0            | 6      | 5       | 4      | 2       | 40      | 48      |
| بايرن ميونخ      | 2021–22  | الدوري الألماني                | 34     | 35      | 1            | 0            | 10     | 13      | 1      | 2       | 46      | 50      |
| بايرن ميونخ      | المجموع  | المجموع                        | 253    | 238     | 33           | 29           | 78     | 69      | 11     | 8       | 375     | 344     |
| برشلونة          | 2022–23  | الدوري الإسباني                | 34     | 23      | 3            | 2            | 7      | 6       | 2      | 2       | 46      | 33      |
| برشلونة          | 2023–24  | الدوري الإسباني                | 35     | 19      | 3            | 2            | 9      | 3       | 2      | 2       | 49      | 26      |
| برشلونة          | 2024–25  | الدوري الإسباني                | 33     | 27      | 3            | 3            | 12     | 11      | 2      | 1       | 52      | 42      |
| برشلونة          | 2025–26  | الدوري الإسباني                | 0      | 0       | 0            | 0            | 0      | 0       | 0      | 0       | 0       | 0       |
| برشلونة          | المجموع  | المجموع                        | 103    | 69      | 9            | 7            | 29     | 20      | 6      | 5       | 147     | 101     |
| الإجمالي         | الإجمالي | الإجمالي                       | 638    | 463     | 76           | 52           | 159    | 113     | 21     | 15      | 894     | 643     |

1. ↑  تشمل كأس بولندا، كأس ألمانيا، كأس ملك إسبانيا
2. ↑  المباريات في كأس الاتحاد الأوروبي
3. 1 2  المباريات في الدوري الأوروبي
4. ↑  المباريات في كأس السوبر البولندي
5. 1 2 3 4 5 6 7 8 9 10 11 12 13 14  المباريات في دوري أبطال أوروبا
6. 1 2 3 4 5 6 7 8 9 10  المباريات في كأس السوبر الألماني
7. ↑  مباراة واحدة في كأس السوبر الألماني، مباراتين في وهدفين في كأس العالم للأندية، ومباراة واحدة في كأس السوبر الأوروبي
8. ↑  خمسة مباريات وخمسة أهداف في دوري أبطال أوروبا ومباراتين وهدف واحد في الدوري الأوروبي

### المنتخب
آخر تحديث 12 نوفمبر 2021. 
| المنتخب الوطني | العام   | الظهور | الأهداف |
| -------------- | ------- | ------ | ------- |
| بولندا         | 2008    | 4      | 2       |
| بولندا         | 2009    | 12     | 1       |
| بولندا         | 2010    | 13     | 6       |
| بولندا         | 2011    | 11     | 3       |
| بولندا         | 2012    | 10     | 2       |
| بولندا         | 2013    | 10     | 3       |
| بولندا         | 2014    | 6      | 5       |
| بولندا         | 2015    | 7      | 11      |
| بولندا         | 2016    | 12     | 8       |
| بولندا         | 2017    | 6      | 9       |
| بولندا         | 2018    | 11     | 4       |
| بولندا         | 2019    | 10     | 6       |
| بولندا         | 2020    | 4      | 2       |
| بولندا         | 2021    | 12     | 11      |
| المجموع        | المجموع | 128    | 74      |

## الإنجازات
لخ بوزنان
- الدوري البولندي: 2009–10
- كأس بولندا: 2008–09
- كأس السوبر البولندي: 2009

 بوروسيا دورتموند
- الدوري الألماني: 2010–11، 2011–12
- كأس ألمانيا: 2011–12
- كأس السوبر الألماني: 2013
- دوري أبطال أوروبا الوصيف: 2012–13

 بايرن ميونخ

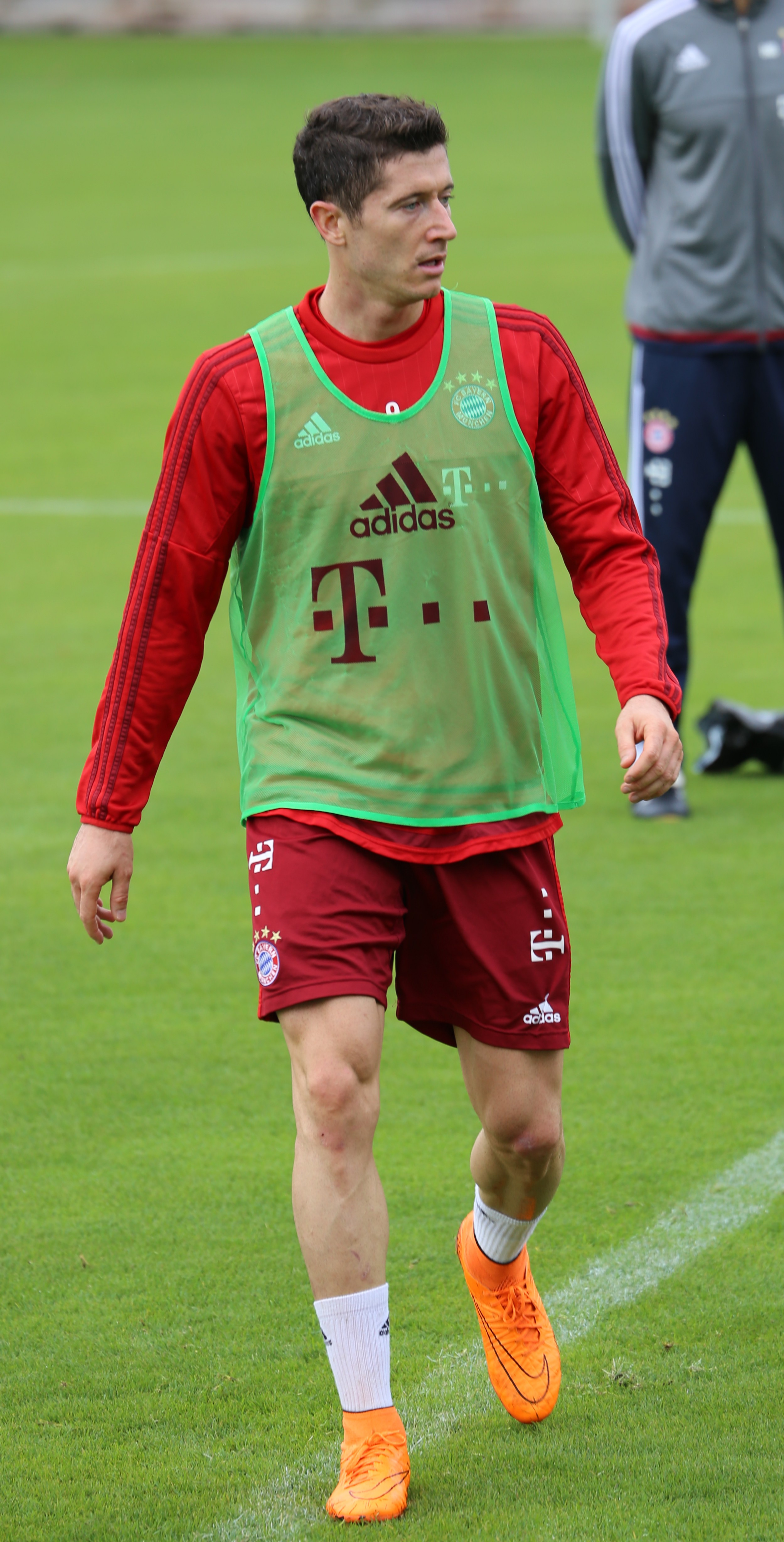
ليفاندوفسكي أثناء التدريب مع بايرن ميونخ.

- الدوري الألماني: 2014–15، 2015–16، 2016–17، 2017–18، 2018–19، 2019–20، 2020–21، 2021–22
- كأس ألمانيا: 2015–16، 2018–19، 2019–20
- كأس السوبر الألماني: 2016، 2017، 2018، 2020، 2021
- دوري أبطال أوروبا: 2019–20
- كأس السوبر الأوروبي: 2020[209]
- كأس العالم للأندية: 2020 [210]

 برشلونة
- الدوري الإسباني: 2022–23، 2024–25
- كأس ملك إسبانيا: 2024–25
- كأس السوبر الإسباني: 2023، 2025

الفردية
- مهاجم العام/جائزة غيرد مولر: 2021، 2022
- جائزة الحذاء الذهبي الأوروبي: 2020–21، 2021–22[211]
- جائزة الفيفا لأفضل لاعب: 2020[151][152]، 2021[212][213]
- كرة الفيفا الذهبية: المركز الرابع (2015)
- فيفبرو: 2020، [214] 2021.[215] مُرشّح: 2013، 2014، 2015، 2016، 2017، 2018، 2019[216][217][218][219][220][221][222]
- الكرة الذهبية لكأس العالم للأندية: 2020[223]
- أفضل هداف في العالم من الاتحاد الدولي لتاريخ وإحصاءات كرة القدم: 2020[224]
- أفضل هداف دولي من الاتحاد الدولي لتاريخ وإحصاءات كرة القدم: 2015[225]
- فريق الاتحاد الدولي لتاريخ وإحصاءات كرة القدم العالمي للرجال: 2020[226]
- أفضل لاعب في العالم في العقد من الاتحاد الدولي لتاريخ وإحصاءات كرة القدم المركز السابع: 2011–2020[227]
- أفضل هداف في العالم في العقد من الاتحاد الدولي لتاريخ وإحصاءات كرة القدم المركز الثالث: 2011–2020[228]
- فريق العقد العالمي من الاتحاد الدولي لتاريخ وإحصاءات كرة القدم: 2011–2020[229]
- فريق العقد من اليويفا من الاتحاد الدولي لتاريخ وإحصاءات كرة القدم: 2011–2020[230]
- جائزة أفضل لاعب في أوروبا: 2019–20[231]
- مهاجم الموسم في دوري أبطال أوروبا: 2019–20[232]
- دوري أبطال أوروبا تشكيلة الموسم: 2015–16،[233] 2016–17،[234] 2019–20[235]
- هدّاف دوري أبطال أوروبا: 2019–20[236]
- دوري أبطال أوروبا أفضل مُمرّر: 2019–20 (6 تمريرات حاسمة)[236]
- جائزة اليويفا لأفضل فريق: 2019،[237] 2020[238]
- أفضل لاعب في تصفيات بطولة أمم أوروبا: 2016[239]
- فريق العام من وسائل الإعلام الرياضية الأوروبية: 2019–20[240]
- أفضل رياضي في أوروبا: 2020[241]
- لاعب العام من ورلد سوكر: 2020[242]
- لاعب العام من فور فور تو: 2020[243]
- اللاعب الذهبي من توتوسبورت: 2020[244]
- أفضل 100 لاعب كرة قدم في العالم من الغارديان: 2020[245]
- غول 50: 2019–20[246]
- جائزة جلوب سوكر لأفضل لاعب في العام: 2020[247][248]
- أفضل لاعب في الدوري البولندي الممتاز: 2009
- هدّاف الدوري البولندي الممتاز: 2009–10 (18 هدف)
- هدف الموسم في الدوري البولندي الممتاز: 2008–09[249]
- هدّاف الدوري البولندي الدرجة الثانية: 2007–08 (21 هدف)
- هدّاف الدوري البولندي الدرجة الثالثة: 2006–07 (15 هدف)
- أفضل لاعب بولندي في العام: 2011، 2012، 2013، 2014، 2015، 2016، 2017، 2019، 2020
- الشخصية الرياضية البولندية للسنة: 2015، 2020[250][251]
- أفضل لاعب بولندي شاب: 2008
- لاعب الموسم في الدوري الألماني: 2016–17[252] 2019–20[253]
- هدف الشهر في الدوري الألماني: مارس 2019،[254] أغسطس 2019[255]
- هدّاف الدوري الألماني: 2013–14 (20 هدف)، 2015–16 (30 هدف)، 2017–18 (29 هدف)،[256] 2018–19 (22 هدف)، 2019–20 (34 هدف)، 2020–21 (41 هدف)، 2021–22 (35 هدف)
- جائزة بيتشيشي: 2022–23، (23 هدف)
- تشكيلة الموسم في الدوري الألماني: 2014–15، 2015–16، 2016–17، 2017–18، 2018–19، 2019–20[257][258][259][260][261][262][263][264]
- تشكيلة الموسم في الدوري الإسباني: 2022–23
- فريق الموسم الخيالي للدوري الألماني: 2019–20، 2020–21[265][266]
- لاعب الشهر في الدوري الألماني: مارس 2019،[267] أكتوبر 2020[268]
- لاعب الشهر في الدوري الإسباني: أكتوبر 2022، فبراير 2024، أكتوبر 2024
- لاعب الموسم من اتحاد لاعبي كرة القدم المتعاقدين: 2012–13، 2016–17، 2017–18، 2019–20[269][270][271][272]
- تشكيلة الموسم من اتحاد لاعبي كرة القدم المتعاقدين: 2012–13، 2013–14، 2014–15، 2015–16، 2016–17، 2017–18، 2018–19، 2019–20[269][270][271][272][273][274][275][276]
- لاعب العام في ألمانيا: 2020[277]
- تشكيلة الموسم للدوري الألماني من كيكر: 2013–14، 2015–16، 2017–18، 2018–19، 2019–20[278][279][280][281][282]
- هدّاف كأس ألمانيا: 2011–12 (7 هدف)، 2016–17 (5 هدف)، 2017–18 (6 هدف)، 2018–19 (7 هدف)، 2019–20 (6 هدف)
- لاعب الموس في بايرن ميونخ: 2019–20[283]

أوسمة
- وسام بولونيا ريستيتوتا، صليب القائد: 2021[284]

أرقام قياسية
- أسرع لاعب يسجل ميجا هاتريك (خمسة أهداف) في تاريخ البوندسليغا: خلال تسع دقائق (51، 52، 55، 57، 60)
- أسرع هاتريك في تاريخ البوندسليغا: خلال خمس دقائق (51، 52، 55) يليه مايكل تونيس خلال ستة دقائق (10، 11، 15)
- أول بديل يسجل أكثر من ثلاثة أهداف في تاريخ البوندسليغا
- أول لاعب بديل يسجل خمسة أهداف في البوندسليغا منذ خماسية مايكل تونيس في نادي كارلسروه عام 1991
- حطم رقم دايتر هونيب شقيق رئيس بايرن ميونخ السابق أولي هونيس الذي سجل خمسة أهداف في 22 دقيقة
- اللاعب الرابع عشر في تاريخ البوندسليغا الذي سجل خمسة أهداف في مباراة واحدة
- اسرع لاعب يسجل سوبر هاتريك (أربعة أهداف) في تاريخ ابطال أوروبا خلال أربعة عشر دقيقة (53، 60، 64، 67)

## وصلات خارجية
- Robert Lewandowski على موقع الاتحاد الدولي (مؤرشف)  (الإنجليزية)
- Robert Lewandowski على موقع الاتحاد الأوربي (الإنجليزية)
- Robert Lewandowski على موقع إي إس بي إن إف سي (الإنجليزية)
- Robert Lewandowski على موقع قاعدة بيانات كرة القدم.إي يو (الإنجليزية)
- Robert Lewandowski على موقع بيانات كرة القدم. دي إي (الألمانية)
- Robert Lewandowski على موقع ليكيب (الفرنسية)
- Robert Lewandowski على موقع ناشيونال فوتبول تيمز (الإنجليزية)
- Robert Lewandowski على موقع Soccerbase.com (لاعب) (الإنجليزية)
- Robert Lewandowski على موقع Soccerway.com (الإنجليزية)
- Robert Lewandowski على موقع عالم كرة القدم.نت (الإنجليزية)